# El Paraíso (tỉnh)
El Paraíso là một trong 18 tỉnh (departamentos) của Honduras, giáp biên giới với các tỉnh Jinotega và Nuevo Segovia của Nicaragua. Tỉnh này được lập năm 1878 từ một phần của tỉnh Tegucigalpa. Tỉnh lỵ là Yuscarán. Tỉnh Al Paraíso có tổng diện tích 7218 km² và dân số năm 2005 ước khoảng 383.565 người.

## Các đô thị
1. Alauca
2. Danlí
3. El Paraíso
4. Guinope
5. Jacaleapa
6. Liure
7. Morocelí
8. Oropolí
9. Potrerillos
10. San Antonio de Flores
11. San Lucas
12. San Matías
13. Soledad
14. Teupasenti
15. Texiguat
16. Trojes
17. Vado Ancho
18. Yauyupe
19. Yuscarán